# Vovkovînți
Vovkovînți (în ucraineană Вовковинці) este o așezare de tip urban din raionul Derajnea, regiunea Hmelnîțkîi, Ucraina. În afara localității principale, mai cuprinde și satele Kaitanivka și Sadove.

## Demografie
Componența lingvistică a așezării de tip urban Vovkovînți
     Ucraineană (97,8%)
     Rusă (1,93%)
     Alte limbi (0,2%)
Conform recensământului din 2001, majoritatea populației așezării de tip urban Vovkovînți era vorbitoare de ucraineană (97,8%), existând în minoritate și vorbitori de rusă (1,93%).